# ایوان پچا
ایوان پچا (انگلیسی: Ivan Pecha؛ زادهٔ ۲۳ ژانویهٔ ۱۹۸۶) بازیکن فوتبال اهل اسلواکی است.
از باشگاه‌هایی که در آن بازی کرده‌است می‌توان به باشگاه فوتبال خزر لنکران، باشگاه فوتبال روان باکو، باشگاه فوتبال اسلوان براتیسلاوا، باشگاه فوتبال باته بوریسف، باشگاه فوتبال لوادیا تالین، باشگاه فوتبال آتلانتاس، و باشگاه فوتبال نمان گرودنو اشاره کرد.